# Yevgeni Bauer
Yevgeni Bauer (1865 - 22 de junho de 1917) foi um diretor de cinema russo.